# Wolter Kymmell (1749-1827)
Wolter Kymmel (Annen, 28 september 1749 - Havelte, 26 februari 1827) was een Nederlandse schulte en burgemeester.

## Leven en werk
Kymmel was een zoon van de kapitein in het regiment Oranje-Drenthe Hieronymus Wolter Kymmell en freule Lucia Helena de Coninck. Hij werd in 1795 gekozen tot schulte van Havelte en Vledder als opvolger van de Oranjegezinde schulte Van Riemsdijk. Vervolgens werd hij in 1811 benoemd tot maire (burgemeester) van Havelte. Hij woonde in Havelte in het waarschijnlijk door zijn vader gekochte Van Benthemhuis (ook Schultehuis genoemd).

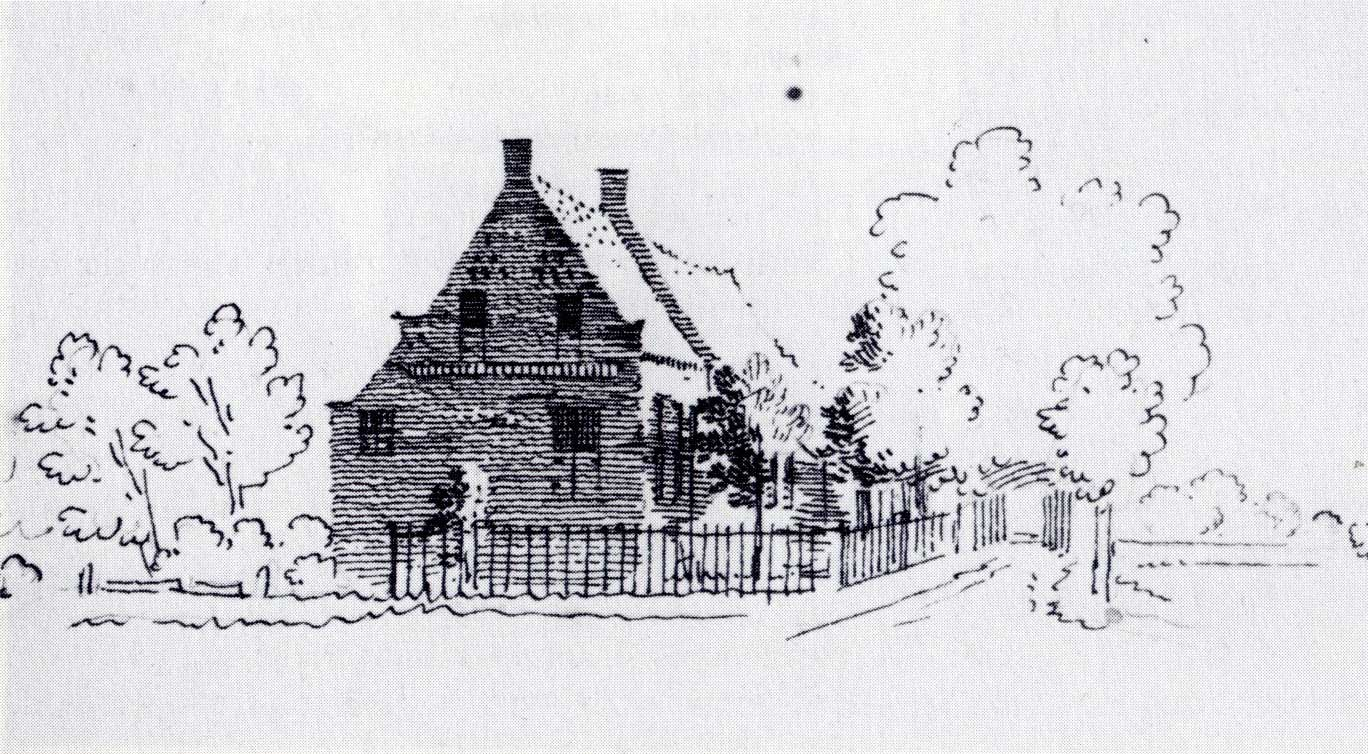
Van Benthemhuis, de woning van schulte en maire Wolter Kymmell in Havelte

Kymmel trouwde op 21 maart 1778 Annetje Eisen te Havelte. Uit dit huwelijk werden zes kinderen geboren. Twee van hun zonen Hieronymus Wolter en Willem Frederik werden later evenals hun vader burgemeester van Havelte. Zij woonden niet in het Schultehuis, dat werd geërfd door hun broer Albert, die landbouwer was in Havelte.